# Frauenkirchhof (Dresden)
Der Frauenkirchhof war der älteste bekannte Friedhof in Dresden. Er existierte seit dem ersten Bau der Frauenkirche, der auf das 10. oder 11. Jahrhundert datiert wird. Bis ins 16. Jahrhundert war der Frauenkirchhof der Hauptbestattungsplatz für die Einwohner Dresdens, die aufgrund großer Familiengrüfte ihre Toten oft über mehrere Generationen auf dem Friedhof beisetzten. Kunstgeschichtlichen Wert hatten vor allem reich ausgeschmückte und bemalte Schwibbogengräber. Durch Neubauten an der Frauenkirche wurde der Friedhof zunächst mehrmals verkleinert und schließlich trotz Protesten der Bevölkerung im Zuge des Baus der Bährschen Frauenkirche bis 1727 säkularisiert. Vom Friedhof haben sich Epitaphien und Grabsteine erhalten. Bei archäologischen Grabungen seit den 1980er-Jahren konnten Grabbeigaben, darunter mehrere Totenkronen, geborgen werden.

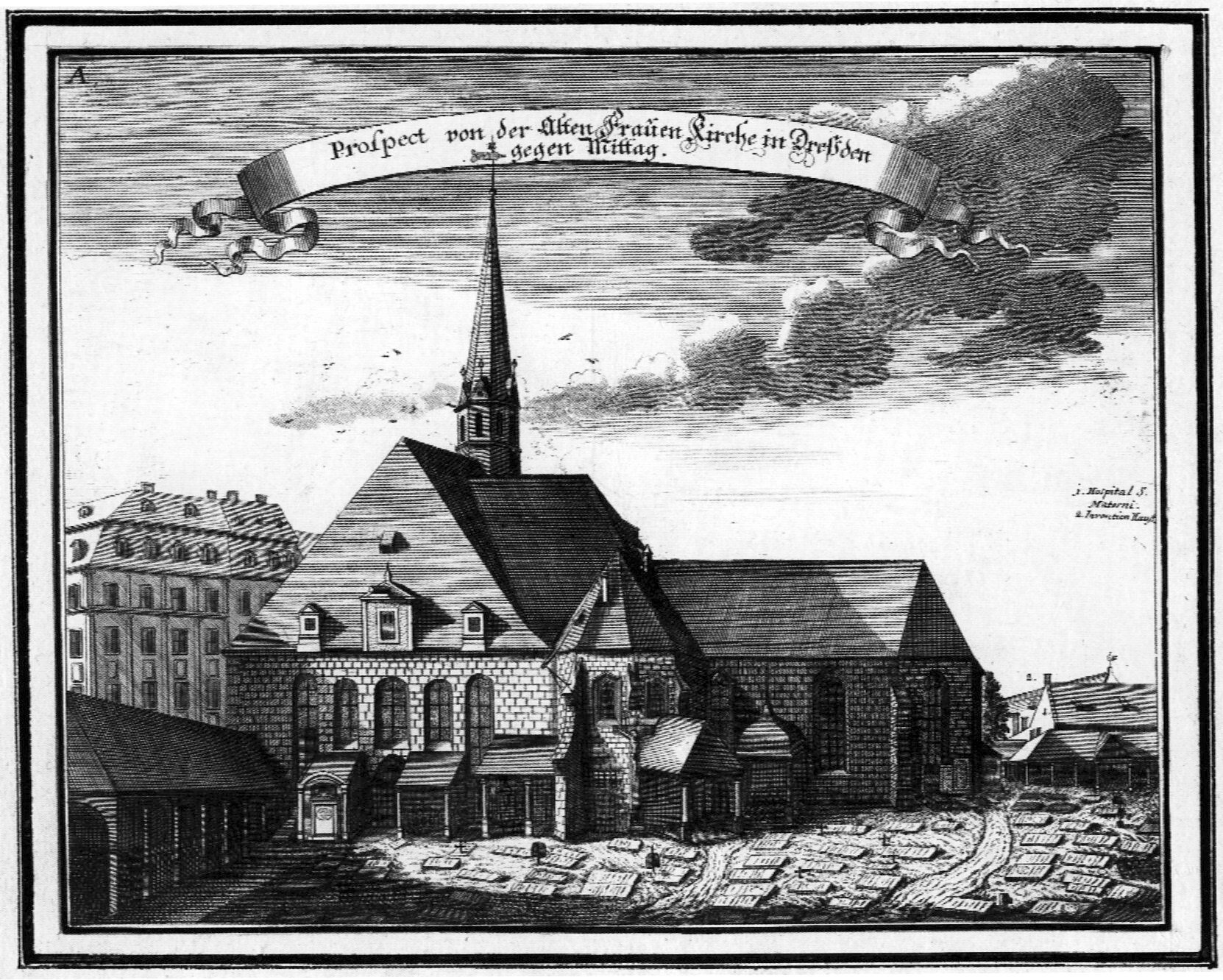
Die alte Frauenkirche mit ihrem Kirchhof, im Vordergrund links sind Schwibbögen zu erkennen

## Geschichte

### Bis Anfang des 18. Jahrhunderts

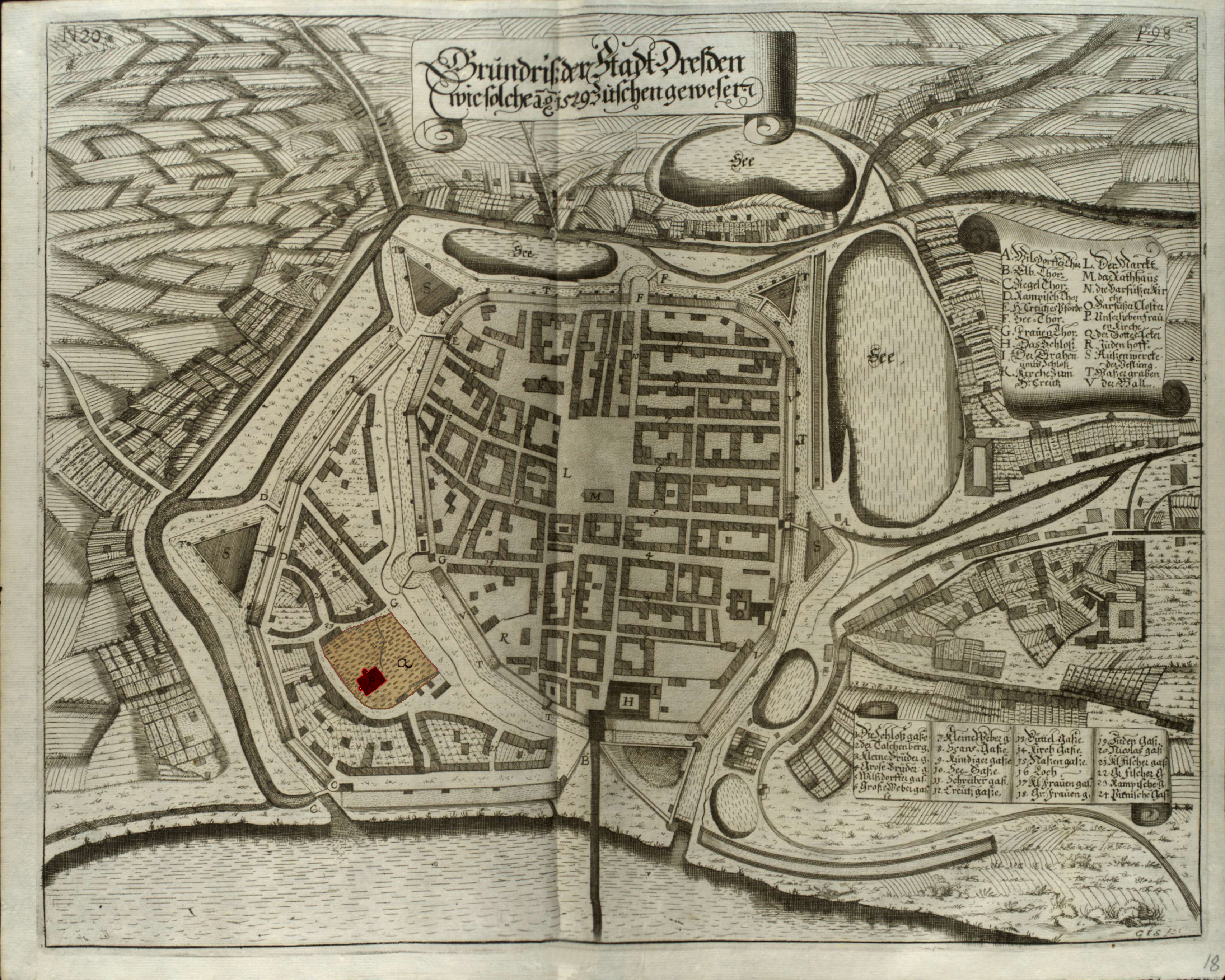
Kirche und Kirchhof (eingefärbt) um 1529, gesüdete Karte (mit der alten Elbbrücke unten)

Seit dem Bau der ersten Frauenkirche, der in der Forschung auf das Ende des 10. bzw. den Beginn des 11. Jahrhunderts gelegt wird, wurde der Kirchhof als Begräbnisstätte genutzt. Im Jahr 1987 durchgeführte Grabungen auf dem ehemaligen Frauenkirchhof legten Gräberreste vermutlich aus dem 11. oder frühen 12. Jahrhundert frei.
Im Spätmittelalter verlor die Frauenkirche ihre Bedeutung als Stadtkirche zwar zunehmend an die Kreuzkirche, genoss jedoch als Begräbnisstätte das höchste Ansehen; um die Kreuzkirche konnte aus Platzgründen kein Friedhof angelegt werden und auch Begräbnisse innerhalb der Kreuzkirche waren verboten, sollte die Kirche als Versammlungsort doch „rein gehalten“ werden. Ansonsten war im Spätmittelalter nur Klöstern und Spitälern erlaubt, ihre Toten auf einem eigenen Kirchhof beizusetzen – außer dem Frauenkirchhof existierte zu dieser Zeit nur der Friedhof des Bartholomäushospitals. Andere ständige Friedhöfe, wie der Annen- und der Johanniskirchhof, entstanden erst in der zweiten Hälfte des 16. Jahrhunderts. Während Trauerfeiern in Dresden in der Kreuzkirche stattfanden, folgte anschließend stets der Leichenzug durch die Stadt hin zur Frauenkirche, wo die kurze Bestattungszeremonie stattfand. Seit der Reformation 1539 diente die Frauenkirche mit ihrem Kirchhof 20 Jahre lang ausschließlich für Bestattungen.
Der Frauenkirchhof war ab Mitte des 16. Jahrhunderts von allen Seiten baulich eingefasst. Er wurde erstmals durch die Bebauung der Gegend zwischen Augustusstraße, Töpfergasse, An der Frauenkirche und dem Neumarkt verkleinert. Die Kirche war nun nicht mehr vom Kirchhof umschlossen, sondern lag im Westen direkt an einer Häuserzeile. Auch zum Neumarkt hin wurde der Kirchhof verkleinert. Eine Mauer erhielt der Kirchhof im Jahr 1561. Der Kirchhof konnte nun über vier Eingänge betreten werden: Von der Pirnaischen Gasse am Neumarkt, von wo auch die Leichen auf den Kirchhof gebracht wurden, vom Jüdenhof, von der Töpfergasse und von der Rampischen Gasse. Zwei Nebenpforten verbanden das Maternihospital und die Kirchnerwohnung mit dem Friedhof.

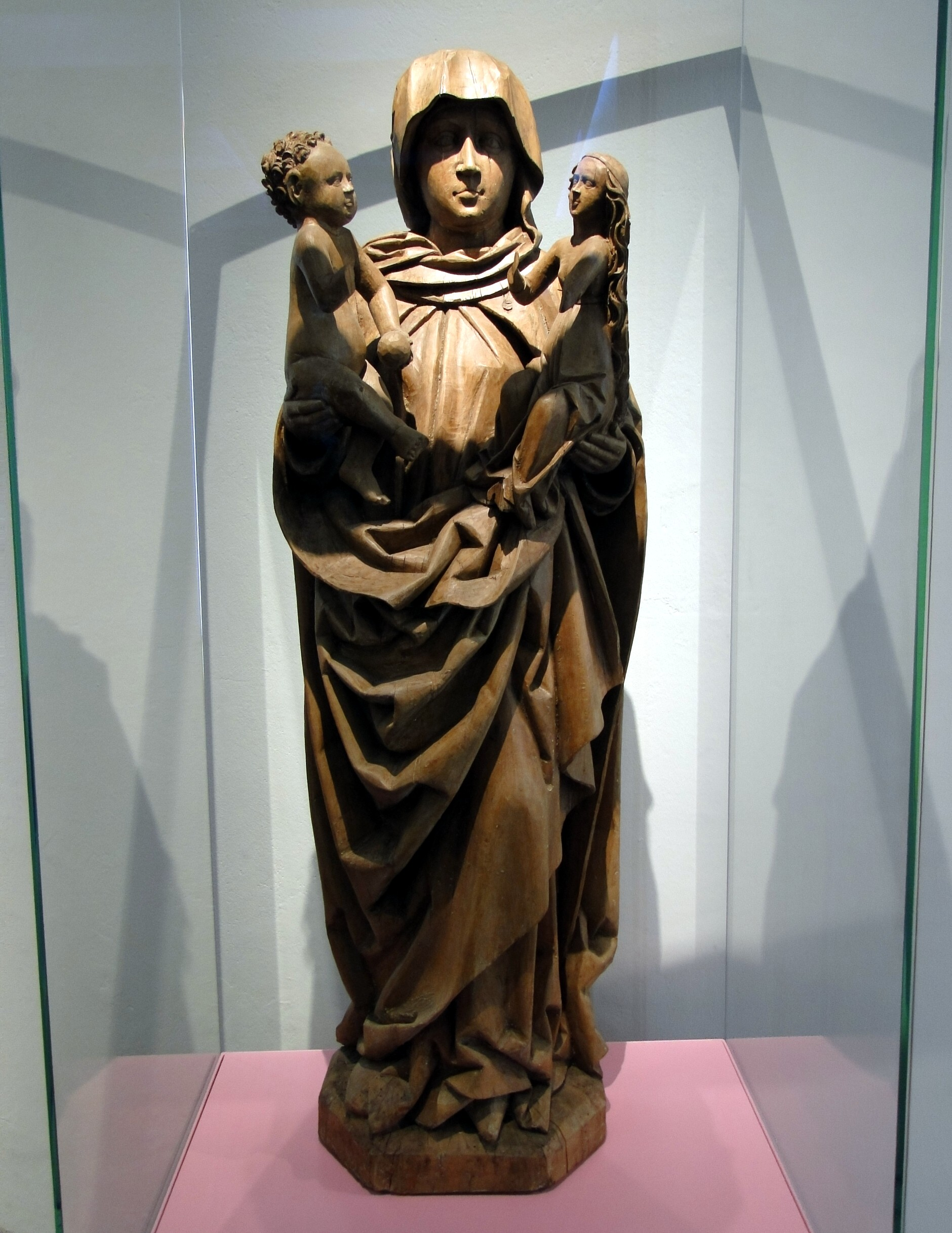
Anna selbdritt, vermutlich vom Annenaltar des Beinhauses

Durch die Mauereinfassung und die umfassende Bebauung konnte der Frauenkirchhof nicht mehr erweitert werden. Eine Neubelegung der Grabstätten erfolgte daher in verhältnismäßig kurzen Intervallen. Die ausgescharrten Gebeine wurden jedoch nicht vernichtet, sondern im sogenannten Beinhaus auf dem Kirchhof in einem tiefen Gewölbe aufbewahrt. Der Vorgängerbau des Beinhauses war möglicherweise eine kleine Kapelle auf dem Kirchhof, die 1373, 1375 und 1388 bewidmet wurde und der Dreifaltigkeit und der heiligen Anna geweiht war. Vermutlich wurde sie abgerissen und durch das 1514 vollendete Beinhaus ersetzt. Am 24. April 1514 erfolgte die Einsegnung des Beinhauses durch Bischof Johannes von Meißen. Die Steinmetzen und Maurer stifteten dem Beinhaus auf dem Frauenkirchhof 1514 einen Altar der heiligen Anna, der vier gekrönten Märtyrer und des heiligen Stuhles Petri. Im Jahr 1558 wurde das Beinhaus oberirdisch abgetragen, wobei die unterirdischen Gewölbe erhalten blieben. Sie waren noch 1714 „mit Gebeinen gantz angefüllet und mit einer eisern Thüre verwahret zu finden“. Oberirdisch war um 1714 zwischen zwei Linden ein Gedenkstein angebracht. Wahrscheinlich vom Annenaltar des Beinhauses hat sich eine Holzstatue der heiligen Anna erhalten. Sie ist als Anna selbdritt dargestellt, als ältere Frau, die in ihren Armen Maria und Jesus hält. Die Entstehung der aus Lindenholz gefertigten, 131 Zentimeter hohen Statue wird auf das Jahr 1510 geschätzt. Die Rückseite der Skulptur ist ausgehöhlt; früher war die Statue bemalt. Sie befindet sich in der Skulpturensammlung der Staatlichen Kunstsammlungen Dresden.
In der Frauenkirche selbst wurden zunächst ausschließlich Geistliche beerdigt. Später konnten auch Adelige und Hofbeamte für hohe Gebühren ein Grab in der Kirche erwerben. Die Frauenkirche war als Begräbnisstätte beliebt, sodass die potenziellen Gräber in der Kirche die Zahl der Interessenten weit unterschritt. Von 1561 bis 1562 errichtete daher der Maurermeister Voitt Grohe Schwibbögen an der Kirchmauer und später an der gesamten Friedhofsmauer. Zudem waren Steinmetze und Maurer am Werk; Lewin Lehmann deckte die Schwibbögen von 1564 bis 1565. So entstanden 112 exklusive Erbbegräbnisstätten, die Bürger und Adelige an der Friedhofsmauer und an der Kirche erwerben konnten. Für einen kapellenartigen Schwibbogen mit tiefer Gruft, der rund 11,5 Quadratmeter groß war, mussten vier Gulden gezahlt werden. Rund 30 Personen konnten in einem Schwibbogengrab beerdigt werden.
Die ersten Schwibbogen-Käufer waren Adelige wie der kurfürstliche Oberfeldzeugmeister Caspar Vogt von Wierandt, in dessen Gruft auch der 1601 hingerichtete sächsische Kanzler Nikolaus Krell seine letzte Ruhe fand, der Bildhauer und Dresdner Bürgermeister Hans Walther und Kammermeister Hans Harrer. Die kurfürstliche Münzergesellschaft hatte einen Grabplatz an der Sakristei erhalten und stiftete ein großes Kruzifix in dessen Nähe.
Kirche und Kirchhof konnten bereits 1572 nicht mehr alle Toten Dresdens fassen. Kurfürst August befahl daher, dass für Grabstellen in der Kirche fortan 15 Taler gezahlt werden müssen; Bestattungen auf dem Kirchhof kosteten drei Taler, Kinderbestattungen die Hälfte. Kostenfreie Bestattungen konnten hingegen auf dem Johanniskirchhof stattfinden, der im Jahr 1571 geweiht worden war. Die Bestattungskosten stiegen in den folgenden Jahren immer mehr, je größer der Platzmangel wurde. Im Jahr 1671 hatte sich die Gebühr für ein Grab auf dem Kirchhof auf sechs Taler verdoppelt. Auf Geheiß des Kurfürsten wurden im Jahr 1679 große Grabsteine verboten, Ausnahmen bildeten Gräber von „Respektsperson[en]“. Die Gebühren wurden weiter erhöht und die Zahl derer, die auf dem Friedhof beerdigt werden durften, weiter beschränkt: Hofdiener, Bürger und Gesinde mussten, selbst wenn sie die Gebühren für ein Grab auf dem Friedhof aufbringen konnten, auf dem Johanniskirchhof beerdigt werden.
Otto Richter befand 1895: „Alles in allem bildete die Frauenkirche mit ihrer Umgebung ein wahres Museum altehrwürdiger Kunstwerke und geschichtlicher Erinnerungen. Dagegen mag freilich ihr Gesamtanblick bei der Baufälligkeit des Gebäudes selbst und dem verwahrlosten Zustande mancher Erbbegräbnisse keineswegs ein großartiger gewesen sein.“

### Verkleinerung und Abriss von 1714 bis 1727

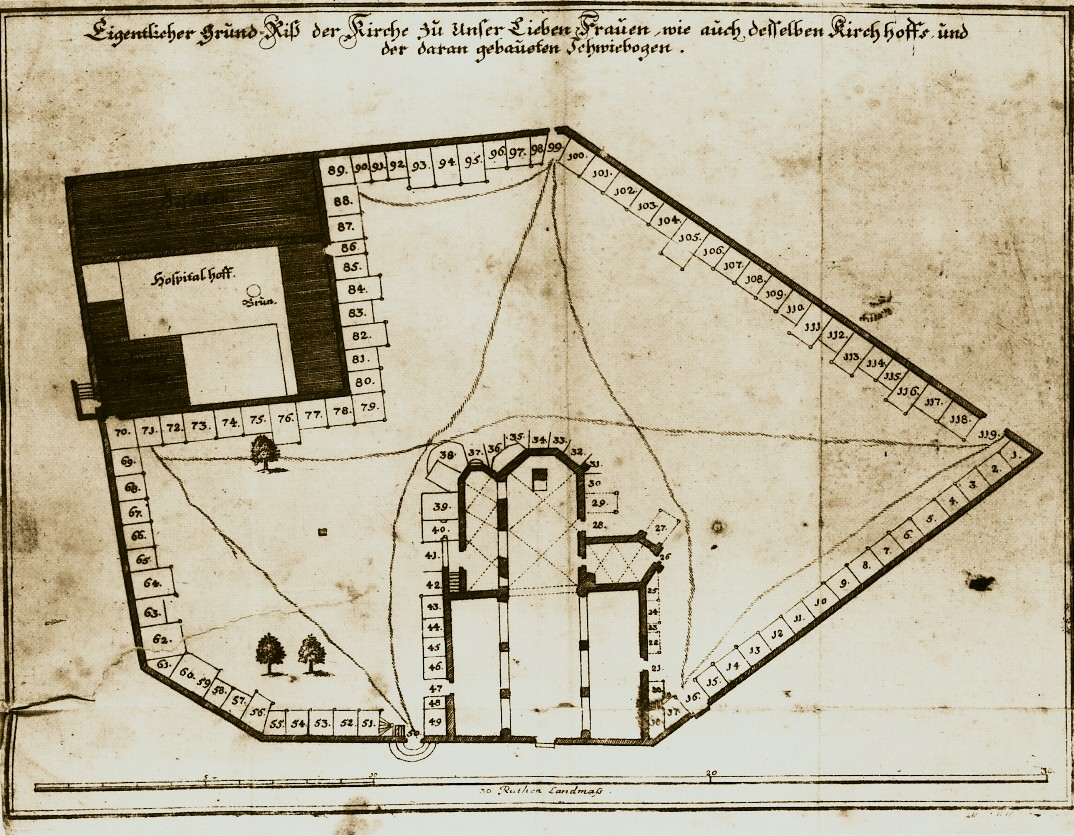
Geosteter Grundriss der Frauenkirche und des Kirchhofs mit eingezeichneten Schwibbögen; Stich von Moritz Bodenehr, 1714

Im Januar 1714 wurden dem Rat der Stadt Dresden erstmals Abbruchpläne des Friedhofs bekannt. Geplant war, anstelle der alten Corps de Garde (Hauptwache) eine neuere, deutlich größere Hauptwache zu erbauen. Dies bedeutete, dass nicht nur die Wasserhäuser und Fischbuden, die an der Außenmauer des Kirchhofs standen, sondern auch einige Schwibbögen und Gräber von Stadtgeistlichen entfernt werden mussten. Im selben Jahr erweiterte Kurfürst Friedrich August I. seine Abbruchpläne auf den gesamten Friedhof, untersagte am 21. November 1714 weitere Bestattungen auf dem Frauenkirchhof und gab Anweisung, noch unverweste Leichen umzubetten. Obwohl die Auflösung des gesamten Friedhofs nicht umgesetzt wurde, begann, trotz Beschwerden des Oberkonsistoriums unter der Führung des Superintendenten Valentin Ernst Löscher, im Jahr 1715 der Abbruch einzelner Grabstätten für den Hauptwacheneubau. Er entstand ab 1715 unter der Leitung von Johann Rudolph Fäsch. Feldmarschall Jacob Heinrich von Flemming schrieb an den Rat der Stadt, der sich mit der Bitte an ihn gewandt hatte, den Abriss der Gräber zu verhindern:

„Einmahl ist es doch in der Regle an dem, daß in Residenzen und Festungen sich nicht wohl Kirchhöfe schicken, und wo dergl. sind, Selbige nach und nach abgeschafft werden […] gegenwärtiges Unternehmen […] hatt keinen andern Endzweck alß bloß dasjenige, was in andern Residenzen und Festungen gebräuchlich ist, einzuführen, wodurch zugleich die Stadt von besorglicher Infectien, welche gar leicht durch Gelegenheit der Kirchhöfe entstehen kann, außer gefahr gesetzt wird.“

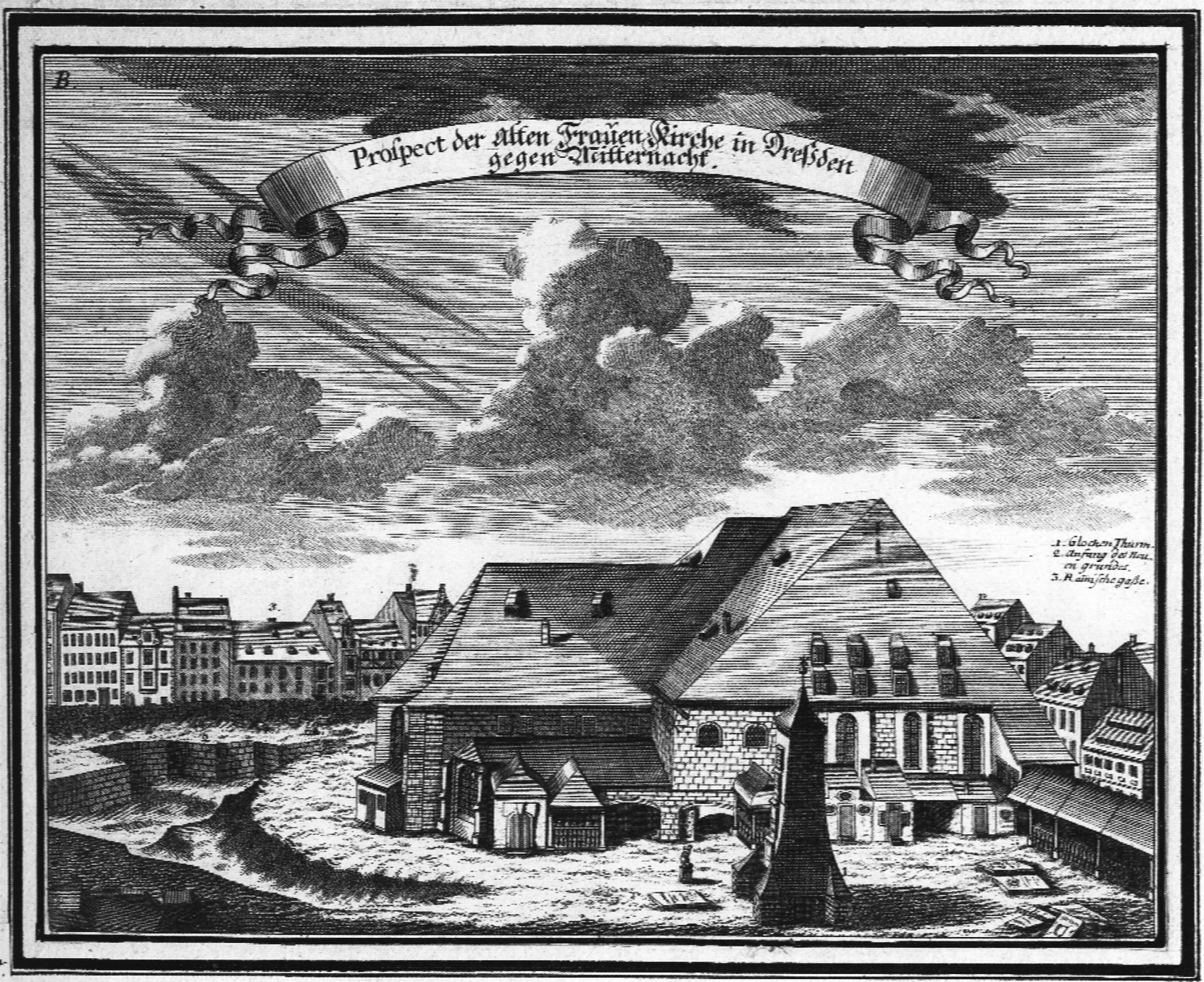
Der Frauenkirchhof während der Auflösung um 1727

Zunächst wurden 16 Erbbegräbnisstätten südwestlich der Kirche für den Bau der Hauptwache entfernt. Der Kirchhof blieb in den Folgejahren geschlossen. Erst 1721 begannen erneute Diskussionen, den Kirchhof für den Bau einer neuen Kirche zu säkularisieren. Der Rat der Stadt stellte sich diesmal hinter eine Säkularisation des Friedhofs, da er einen Kirchneubau anstelle der baufälligen alten Frauenkirche befürwortete. Er wandte sich damit auch gegen das Bürgertum, das vor allem seine viel belegten Erbbegräbnisstätten nicht aufgeben wollte – 97 Schwibbögen waren 1724 noch erhalten und teilweise reich verziert.
Im Juli 1724 begannen Handlanger damit, Grabsteine zu entfernen. Auch der Abbruch der Schwibbögen begann. Das Oberkonsistorium ordnete an, dass die einzelnen Familien für eine Umbettung der Bestatteten sorgen durften – in Fällen, in denen dies nicht möglich war, übernahm der Rat der Stadt die Kosten für eine Umbettung auf den damaligen Johanniskirchhof. Andere Leichname wurden auf den Eliasfriedhof überführt. Ab 1725 diente der Frauenkirchhof als Lagerstätte von Baumaterialien für die neue Kirche.
Friedhofsmauer und Schwibbögen wurden zunächst an der Seite des Maternihospitals entfernt, sodass dort die Bodenarbeiten für die neue Frauenkirche beginnen konnten, wie es der Rat der Stadt Dresden auf seiner Sitzung am 27. Juni 1726 beschlossen hatte. In der folgenden Zeit bis 1727 hoben Handlanger immer wieder Leichen aus und betteten sie um. Grabbeigaben wie goldene und silberne Ringe und Ketten wurden dabei gegen Trinkgelder abgeliefert. An der Außenmauer der Kirche befanden sich zu dem Zeitpunkt noch viele Epitaphien, sodass die Transportrechnungen von Februar 1727 „30 Fuhren Epitaphia von der Kirche vor das Wilsdruffer Thor“ verzeichnen. Bis Ende April 1727 dauerten die Abbrucharbeiten an der alten Frauenkirche und dem Kirchhof an. Nur die Westwand der Kirche und die unmittelbar anschließende Kirchhofsmauer blieben Ende April zunächst wahrscheinlich zum Schutz der Baustelle erhalten. Sie wurden schließlich im August abgetragen, sodass der Abriss der alten Frauenkirche und die Säkularisierung des Kirchhofs im August 1727 beendet waren.

### Archäologische Untersuchungen in der Gegenwart
In den 1980er-Jahren wurde das Gelände des alten Frauenkirchhofs erstmals archäologisch untersucht. Grund war der Neubau des Hotels Dresdner Hof (später Hilton Dresden) an der Ecke Töpferstraße/Münzgasse, bei dem Gräben für Rohre und Kabel ausgehoben wurden und dabei auch die ehemalige Kirchhofsmauer angeschnitten wurde. Die nächsten Untersuchungen erstreckten sich auf die Westseite des ehemaligen Frauenkirchhofs am Rande des damaligen Trümmerberges der Bährschen Frauenkirche und fanden im Jahr 1987 statt. Der Schnitt war 40 Meter lang. Bei der Sondierung konnten eng beieinanderliegende Grüfte und Gräber sowohl innerhalb der Kirchenmauern als auch außerhalb auf dem Kirchhof festgestellt werden, auch wenn der untersuchte Kirchhofabschnitt sehr klein war und das Hauptinteresse der Grabung auf dem alten Kirchenbau lag.
Eine zweite archäologische Grabung erfolgte von Oktober 1994 bis August 1995 während des Wiederaufbaus der Dresdner Frauenkirche. Dabei sollten außerhalb des Kirchenbaus unterirdisch Garderoben und weitere Räume entstehen, wodurch bisher archäologisch nicht untersuchte Flächen des ehemaligen Frauenkirchhofs zerstört werden mussten. Während der Rettungsgrabung an der Nordost-, Ost- und in kleinen Teilen Südostseite der Bährschen Frauenkirche wurden rund 300 Grabstellen dokumentiert, wobei es sich hauptsächlich um Grüfte an der alten Friedhofsmauer handelte. Während der Ausgrabung wurden Grabstätten verschiedener Belegungsschichten dokumentiert. Unter den Funden befand sich unter anderem die Familiengruft Kegeler aus dem frühen 17. Jahrhundert mit Grabstein sowie den aufgebahrten Skeletten der beiden Bestatteten davor. In den Gräbern ließen sich fragmentarische Kleiderreste nachweisen. Geborgen wurden zudem diverse Schmuckstücke.
Langwährende archäologische Untersuchungen auch im Bereich des ehemaligen Frauenkirchhofs fanden aufgrund der Neubebauung des Dresdner Neumarkts von Mitte der 1990er- bis Mitte der 2000er-Jahre statt. Bei verschiedenen Grabungen im (Süd-)Westen des Kirchhofs konnten rund 700 Beisetzungen dokumentiert werden, wobei die Mehrzahl der Gräber zerstört war. Die Zerstörungen rührten von der Neubelegung der Gräber bis ins 18. Jahrhundert, geschahen aber auch durch Neubauten oder Leitungsverlegungen, nachdem der Friedhof säkularisiert worden war. Grabstätten wurden bei den Untersuchungen schichtweise freigelegt, wobei einzelne Grabgruben nur bei tiefsten Grabungen identifiziert werden konnten. Die gefundenen Skelette stammten mehrheitlich von älteren Kindern und Jugendlichen, die in der Regel in Rückenlage mit vor der Brust gekreuzten Armen bestattet worden waren. Zusammengedrückte Schultern bei einigen Funden weisen darauf hin, dass die Gruben bei der Bestattung sehr schmal waren. Als Grabbeigaben wurden in tonhaltigen Bodenschichten Holzkreuze geborgen. Zudem konnten acht einfache Holzsärge freigelegt werden. „Insgesamt dürften weniger als ein Zehntel der Bestatteten in Särgen beigesetzt worden sein“, so das Fazit der archäologischen Grabung. Im Gegensatz zum 1994 untersuchten Gräberbereich, der östlich von späteren Grabungen lag, fehlten barocke Grabbeigaben wie Totenkränze im untersuchten Gelände. Daher dürfte es sich um einen Friedhofsabschnitt handeln, der im 18. Jahrhundert nicht mehr zur Bestattung genutzt wurde.
Kunsthistoriker Heinrich Magirius fasste 2005 zusammen, nach welchen Aspekten der Frauenkirchhof in Vergangenheit und Gegenwart Bedeutung erlangte: „Standen für [Johann Gottfried] Michaelis die […] noch lesbaren Inschriften an Denkmälern im Mittelpunkt des Interesses, interessierten die Kunsthistoriker des 20. Jahrhunderts vorrangig die künstlerisch wertvollen Grabdenkmäler, während die Archäologen der Gegenwart vor allem die Bestattungsformen und -riten interessieren.“

## Erhaltene Grabsteine und Epitaphien

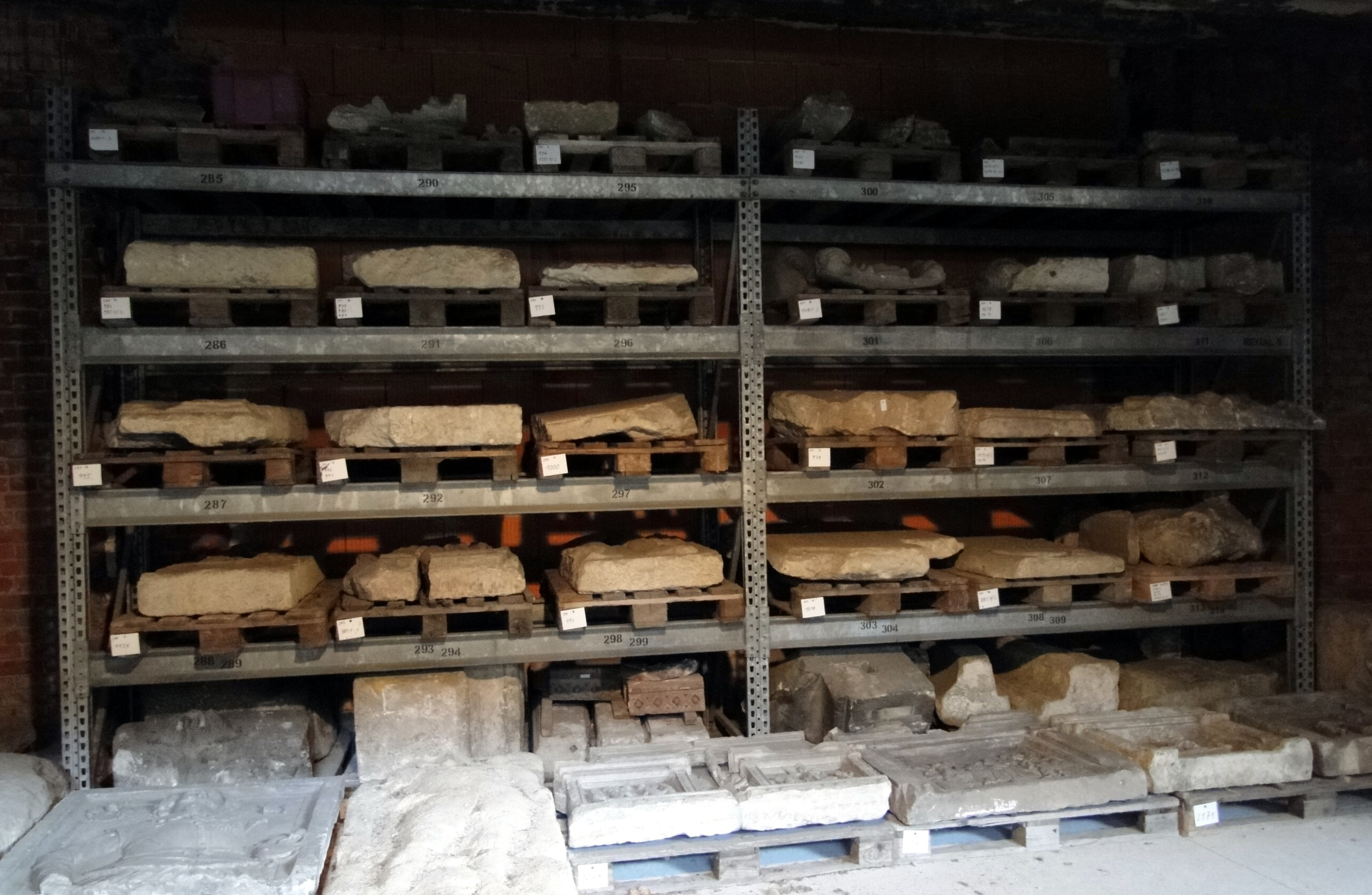
Gelagerte Grabsteine im Lapidarium Zionskirche

Bei der Säkularisierung des Friedhofs und dem Abriss der Frauenkirche wurde ein Teil der Grabplatten und Epitaphien von den Familien der Verstorbenen geborgen. Die hohen Kosten der Überführung und Wiederaufstellung auf einem anderen Friedhof führte jedoch dazu, dass zahlreiche Kunstwerke des Friedhofs verloren gingen.
Über 90 Grabplatten und Epitaphien des Frauenkirchhofs blieben erhalten, wobei der Erhalt oft „glücklichen Umständen“ zu verdanken ist. Während der Säkularisierung des Kirchhofs wurden Bruchstücke von Epitaphien, die als „unbrauchbar“ galten, zum Armenhaus der Stadt gebracht und dort eingelagert. Johann Georg Ehrlich erbat sich „das alte Steinwerk“ für den Umbau der Stiftskirche des Ehrlichschen Gestifts, der 1738 geweiht wurde. Das Mittelfeld des Epitaphs Christophs von Taubenheim diente in der Stiftskirche beispielsweise als Altarplatte, wobei hervorstehende plastische Arbeiten abgeschlagen wurden. Um 1888 hatten sich fünf Reliefs erhalten, wobei das Abendmahlrelief vom Sockelgeschoss des Epitaphs Christophs von Taubenheim, das sich auf der Empore der Stiftskirche befand, während der Schlacht um Dresden am 26. August 1813 von einer Kanonenkugel getroffen und beschädigt wurde.
Beim Abbruch der Kirche kamen die Bruchstücke um 1900 in die Jakobikirche und wurden bei deren Abbruch 1947 in den Kellerräumen der Kreuzkirche in Dresden eingelagert. Zu den so erhaltenen Bruchstücken gehört neben dem Teil des Epitaphs Christophs von Taubenheim beispielsweise ein Aufsatz des Epitaphs von Caspar von Ziegler († 1547), der nach Walter Hentschel jedoch mindestens zehn bis 15 Jahre nach dem Epitaph angefertigt und diesem später beigefügt wurde.
Verschiedene einfachere Grabplatten wurden beim Bau der Bährschen Frauenkirche als Steinmaterial verwendet. Erste so genutzte Grabplatten konnten bei Sicherungsarbeiten an der Frauenkirche zwischen 1924 und 1930 geborgen werden. Der damals leitende Baumeister Karl Pinkert dokumentierte und fotografierte sie. Die Dokumentation und die Grabplatten wurden im Keller der Frauenkirche eingelagert, wo sie beim Einsturz der Frauenkirche infolge der Bombardierung Dresdens im Februar 1945 verschüttet wurden. Die Steine und Teile der Dokumentation konnten bei der Enttrümmerung der Kirche von 1994 bis 1995 geborgen werden. Zudem wurden bei der Enttrümmerung der Frauenkirche in den 1990er-Jahren weitere Grabsteine bzw. Grabsteinfragmente geborgen. Ein Großteil der Steine, die sowohl durch die Nutzung als Werksteine als auch durch den Brand der Kirche zum Teil stark beschädigt sind, wird im Lapidarium Zionskirche gelagert. Weitere Grabsteine, die bei Grabungen in den 1990er-Jahren gefunden wurden, befinden sich im Landesamt für Archäologie Sachsen. Wertvollere Epitaphien gelangten in Kirchen und Museen.

### Einzelgrabsteine

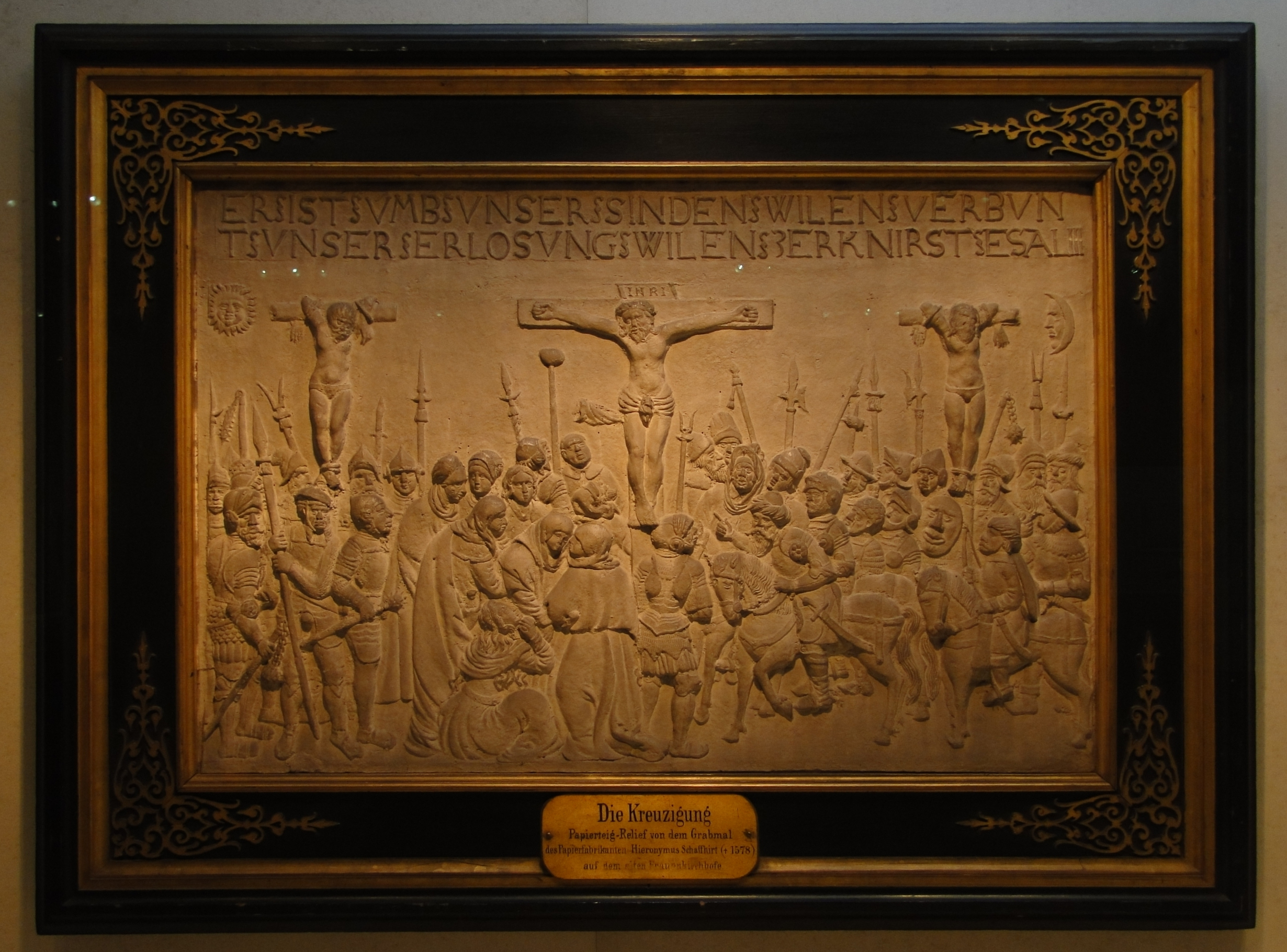
Papierteigrelief vom Epitaph Schaffhirt

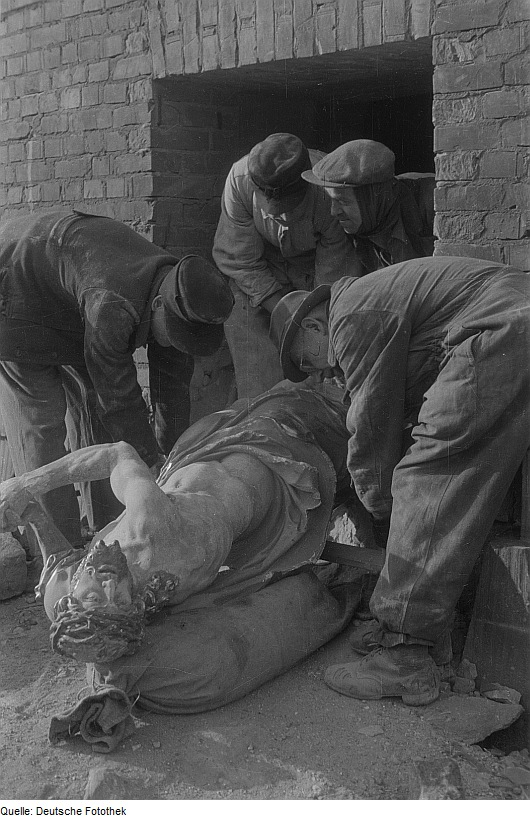
Bergung des Ecce homo vom Schwibbogengrab des David Peifer

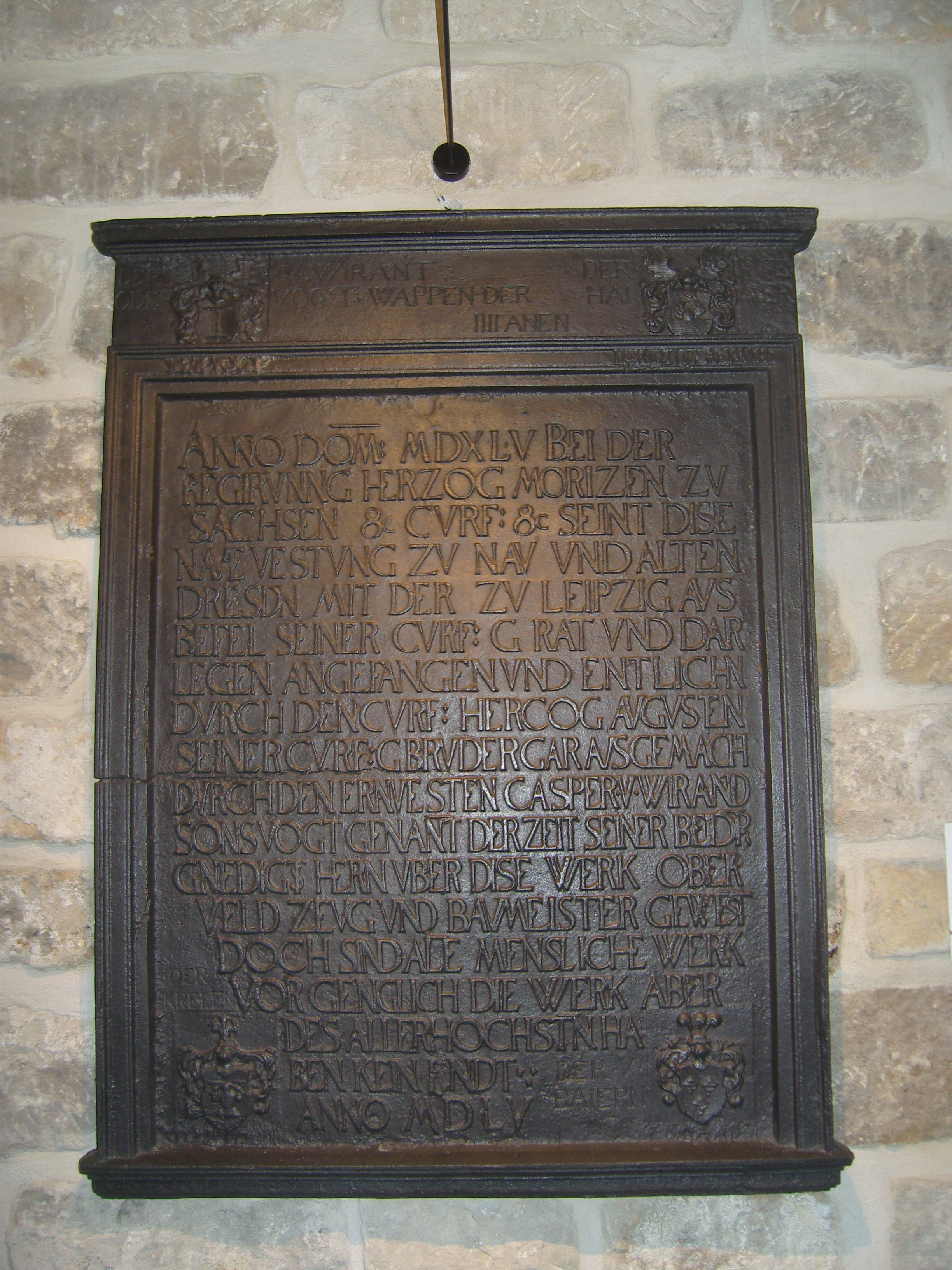
Kopie der Grabplatte des Caspar Vogt von Wierandt in der Piatta Forma in Dresden

Als das hervorragendste erhaltene Epitaph gilt ein lebensgroßer Ecce homo. Er gehörte zum Grab des Kanzlers David Peifer, der im Schwibbogengrab Nummer 64 beerdigt wurde. Das Schwibbogengrab mit Deckengemälden war eines der kostbarsten des Friedhofs; der Ecce homo war ursprünglich von Schrifttafeln und weiteren Verzierungen umgeben. Nach Säkularisierung des Friedhofs wurde die Figur in den Katakomben der neuen Frauenkirche gelagert, wo sie in Vergessenheit geriet. Sie wurde 1893 auf einer vermauerten Kellertreppe in der Frauenkirche wiederentdeckt und nach einer Restaurierung im selben Jahr unweit des Altars der Frauenkirche gegenüber der Kanzel aufgestellt. Anscheinend war damals auch die Originalkonsole der Figur erhalten geblieben. Im Zuge der Erneuerung des Innenraums der Frauenkirche im Jahr 1941/42 erhielt auch der Ecce homo. eine neue Farbfassung. Während des Zweiten Weltkrieges wurde die Figur ohne die Konsole in ein Gewölbe unter dem Altarraum eingelagert, wo sie den Einsturz der Kirche unbeschadet überstand; die Konsole wurde zerstört. Im September 1945 wurde die Figur geborgen und kam über das Oskar-Seyffert-Museum in die Annenkirche, wo sie rechts vom Altar aufgestellt wurde. Nach dem Wiederaufbau der Kreuzkirche wurde sie 1955 in der Vorhalle aufgestellt; dort ist sie bis in die Gegenwart geblieben.
Eine Besonderheit stellt das erhaltene Epitaph von Hieronymus Schaffhirt dar. Er war der Besitzer der Dresdner Papiermühle und fand seine letzte Ruhe 1578 im 24. Schwibbogen des Frauenkirchhofs. Sein Grab schmückte das Relief der Kreuzigung Christi, das aus Papierteig gefertigt worden war. Das Papierteigrelief, das ursprünglich bemalt war, ging zunächst in den Besitz des Maternihospitals über und kam vor 1900 in das Dresdner Stadtmuseum. Es ist Teil der ständigen Ausstellung zur Geschichte Dresdens.
Das Epitaph von Hans von Dehn-Rothfelser gelangte in den Besitz der Alten Kirche in Leuben. Es lagerte erst auf dem Leubener Kirchhof, wurde dort 1876 gefunden und im Folgejahr restauriert. Zunächst in der Alten Leubener Pfarrkirche aufgestellt, brachte man es 1901 am Altarplatz in der Himmelfahrtskirche an, wo es sich erhalten hat. Walter Hentschel bezeichnete es 1963 als „einziges nahezu vollständiges Werk“ des Friedhofs.
Die Gedenktafel für Caspar Vogt von Wierandt befindet sich im Stadtmuseum Dresden; eine Kopie der Platte ist seit Ende 2004 im Museum Piatta Forma unter der Brühlschen Terrasse angebracht.
Das Mittelstück des Epitaphs des Ernst von Miltitz befindet sich auf Schloss Siebeneichen in Meißen; von Miltitz war der Bauherr des Schlosses. Fragmente des Epitaphs Christophs von Taubenheim, das 1556 entstand und damit das älteste datierbare Grabmal des Frauenkirchhofs ist, besitzt die Dresdner Annenkirche.
Das Mittelrelief des Epitaphs Heinrichs von Schönberg (1575) mit einer Kreuzigungsszene wurde zunächst auf den Eliasfriedhof überführt und dort Anfang des 19. Jahrhunderts als Grabdenkmal für die Familie Martiensen-Benads verwendet. Es befindet sich inzwischen im Besitz des Dresdner Stadtmuseums. Unter anderem ein Alabasterrelief vom Epitaph von Günther und Sarah von Bünau aus dem Jahr 1562 sowie der Aufsatz vom Epitaph des Caspar von Ziegler mit der Darstellung der Auferstehung Christi (zweite Hälfte des 16. Jahrhunderts) sind ebenfalls im Besitz des Stadtmuseums Dresden, jedoch nicht Teil der Ausstellung zur Dresdner Stadtgeschichte.

### Der Raum der Grabsteine
In der 1996 fertiggestellten Unterkirche der Frauenkirche wurde nordöstlich die Kapelle G eingerichtet, die als „Der Raum der Grabsteine“ bezeichnet wird. Für den Raum wurden 13 teilweise nur fragmentarisch erhaltene Grabmäler aus dem Bestand des Lapidariums Zionskirche ausgewählt und restauriert. Die Sandsteinwerke wurden an den Wänden angebracht. Es handelt sich um folgende Grabsteine:
- Grabmal eines Unbekannten, 17. Jahrhundert, Sandstein (Inventarnummer der archäologischen Enttrümmerung F 10077)
- Grabmal Anna Margaretha Brehme, Ehefrau von Christian Brehme, 1652 (F 10080)
- Doppelgrabmal von Michael und Christina Haupt, 1678 bzw. 1709 (F 10079)
- Grabmal Margaretha Helmert, 1664 (F 10065)
- Grabmal Daniel Voigt, 1657 (F 10094)
- Grabmal eines Unbekannten, 1678 (F 10084)
- Grabmal eines Unbekannten, 17. Jahrhundert (F 10073)
- Grabmal Khilian Richter, 1649 (F 10081)
- Grabmal Maria von Sütphen, 1651 (F 10085)
- Grabmal eines Unbekannten, 17. Jahrhundert (F 10091)
- Grabmal eines Unbekannten, 16. Jahrhundert (F 10082)
- Grabmal Johanna Sophia Dornblüth, 1704 (F 10078)
- Grabmal Anna Maria Schmidt, 1700 (F 11519)

## Grabbeigaben
Bei archäologischen Grabungen von Oktober 1994 bis August 1995 wurden rund 300 Gräber und Grüfte untersucht. Geborgen werden konnten verschiedene Grabbeigaben, darunter rund 70 Goldringe und 40 Silberkruzifixe. Dabei fanden sich mit Edelsteinen besetzte Schmuckringe, Armbänder aus Gold sowie neben Ketten aus Bernstein und Glasperlen auch ein goldenes Pektorale. Grüfte enthielten Bucheinbandreste und Buchbeschläge, die möglicherweise von Bibeln oder Gesangsbüchern stammten. Zudem konnten Teile von Leichen- und Trauerkleidung in den Gräbern nachgewiesen werden. Ferner fanden sich Stoffreste sowie Teile von Lederschuhen. Untersuchungen eines im Block geborgenen Grabes eines elf- bis fünfzehnjährigen Mädchens ergaben darüber hinaus, dass die Toten teilweise auch in farbenfroher Alltagskleidung beigesetzt wurden.
In Grüften und reicher ausgestatteten Begräbnissen wurden rund 50 Totenkronen geborgen. Totenkronen waren in Dresden bis dahin nur bei archäologischen Grabungen an der Sophienkirche gefunden worden. Die Totenkronen waren in einem unterschiedlichen Erhaltungszustand, so waren Kronen aus Erdbestattungen eher schlecht erhalten. Besser erhaltene Kronen entstammten Gruftbeisetzungen und waren teilweise bis auf leichte Deformierungen nahezu vollständig erhalten. Einzelne Kronen wurden restauriert. Sie bestehen aus Kupfer oder Eisen und weisen Verzierungen unter anderem mit Seidenblüten und Perlen (möglicherweise der Flussperlmuschel) auf.
Bei Ausgrabungen Anfang der 2000er-Jahre wurden einfache Holzkreuze geborgen. Ein Teil der Befunde der Frauenkirchhofgrabungen, darunter restaurierte Totenkronen, wurde der Öffentlichkeit 2005 im Rahmen der Ausstellung Ausgrabungen am Dresdner Neumarkt – Zu Füßen der Frauenkirche präsentiert.

## Rezeption

### Johann Gottfried Michaelis
Schon Anton Weck erkannte 1680 in seiner Chronik, dass die Epitaphien auf dem Friedhof und in der Kirche der Nachwelt durch eine Beschreibung erhalten werden müssten. Er beschränkte sich in seiner Chronik der Stadt Dresden auf eine Aufzählung der adeligen Familien, die in der Frauenkirche und auf dem Kirchhof beigesetzt wurden. Johann Gottfried Michaelis, Kirchner der Frauenkirche, erfasste schließlich alle 1351 Grabmonumente und Inschriften auf dem Friedhof sowie in der Kirche und veröffentlichte sie 1714 in seinem Werk Dreßdnische Inscriptiones und Epitaphia. Ziel war, dass „diese noch itzt vorhandene Epitaphia und Monumenta durch den öffentlichen Druck erhalten / und vor einen frühzeitigern Untergang verwahret werden mögen.“ Schon um 1714 waren die ältesten Gräber auf dem Kirchhof nur aus der Zeit um 1550; auch das Grab des 1527 verstorbenen Hieronymus Emser hatte sich schon nicht mehr erhalten. Michaelis merkte zudem an, dass „viel Epitaphia Alters wegen nicht zu erkennen / viel Grab-Steine nicht mehr zu lesen“ seien.
Michaelis’ Werk gliederte sich in drei Bücher: Liber I behandelte die Epitaphien und Grabsteine in der Frauenkirche, Liber II befasste sich mit den Schwibbogengräbern an Kirche und Kirchmauer und Liber III beschrieb die Grabstätten auf dem Kirchhof. Jede Grabstelle wurde dabei in ihrer Lage beschrieben, Michaelis zitierte die Grabinschrift und bestimmte Material und die thematische Darstellung auf dem Grab bzw. beschrieb knapp den Grabschmuck. Walter Hentschel nannte Michaelis’ Werk 1963 „dankenswert“; sein Gehalt gehe über eine rein statistische oder familiengeschichtliche Bedeutung hinaus, da „erhaltene Werke […] uns wenigstens eine annähernde Vorstellung von der Gestalt der von ihm beschriebenen Denkmäler ermöglich[…]en.“ Andere Kunsthistoriker hoben das Werk hervor, da es aufgrund der genauen Beschreibung der Epitaphien und Grabsteine eine Identifizierung überlieferter Werke ermöglicht und daran erinnert, welch kulturhistorischer Verlust mit der Säkularisierung des Friedhofs einherging.
Vermutlich in den 1960er-Jahren wurden im Kupferstichkabinett Dresden 13 unterschiedlich große Zeichnungen von Epitaphien aufgefunden, von denen Walter Hentschel zwölf als Abbildungen von Grabdenkmälern aus der Frauenkirche identifizieren konnte. Die Zeichnungen wurden mit Tusche ausgeführt und mit grauer Farbe laviert. Hentschel vermutete, dass die Bilder als Ergänzung zu Michaelis’ Werk gedacht waren, und legte die Entstehungszeit auf das erste Drittel des 18. Jahrhunderts fest. Bei den abgebildeten Epitaphien handelt es sich um die von Ernst von Miltitz, Wolf von Schönberg, Caspar von Ziegler, Christoph von Taubenheim, Antonius von Ebeleben, Haugold Pflug, Heinrich von Schönburg, Heinrich von Schönberg, Balthasar von Worm, das Doppelepitaph Georg von Zschieren und Margarethe von Kalckreuter, das Doppelepitaph Christoph und Maria von Ragewitz sowie das Epitaph von Eustachius von Harras. Die Entdeckung der Bilder ermöglichte, zahlreiche erhaltene Epitaphfragmente zu identifizieren.

### Mythen
Um den Frauenkirchhof rankten sich verschiedene Mythen. Der bekannteste Mythos ist der des sogenannten Mönchsteins. Es handelte sich dabei um einen Grabstein aus dem Jahr 1388, auf dem ein Mönch in Lebensgröße abgebildet war und der noch 1680 in der Nähe des Zugangs zur Rampischen Gasse lag. Bereits 1714 war er nicht mehr erhalten. Cornelius Gurlitt vermutete, dass dieser Stein 1471 gefunden wurde. In diesem Jahr erhielten die Steinmetzen Bier, „do sy denn leichstein zu der sonnenn erhubenn“. Die Inschrift des Mönchsteins war unleserlich. Michaelis schrieb, dass die Leute „mit [dem Stein] viel Aberglauben sollen getrieben haben“.
Von einem anderen Grab auf dem Friedhof erzählte man sich, dass die dort beerdigte Frau Perpetua Geißin wiedererstanden sei und später siebenfache Mutter wurde. Sie wurde durch den Totengräber „erweckt“, der der vermeintlich Verstorbenen die Goldringe von den Fingern ziehen wollte.

## Persönlichkeiten, die auf dem Frauenkirchhof beerdigt wurden

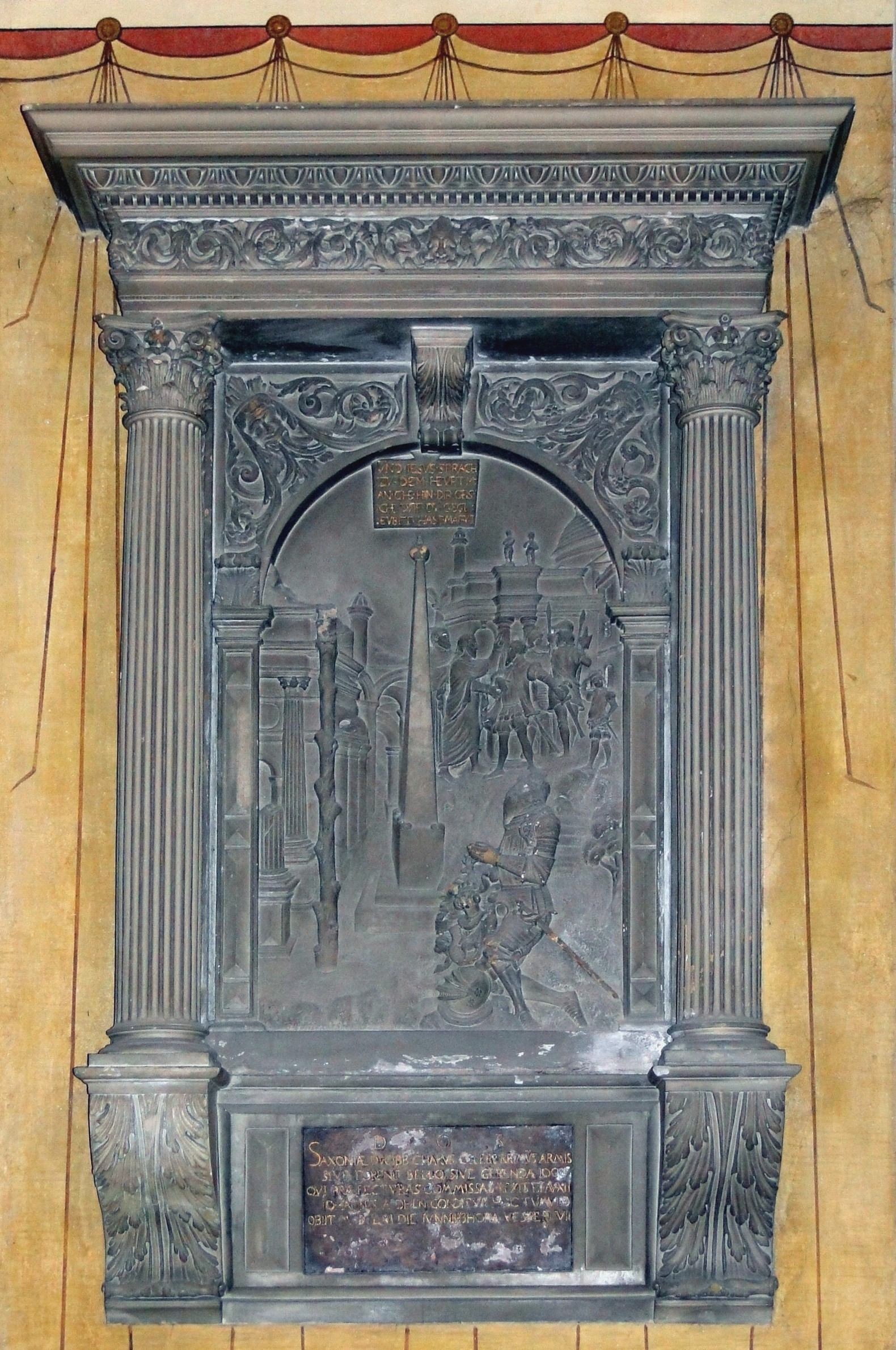
Epitaph Dehn-Rothfelser

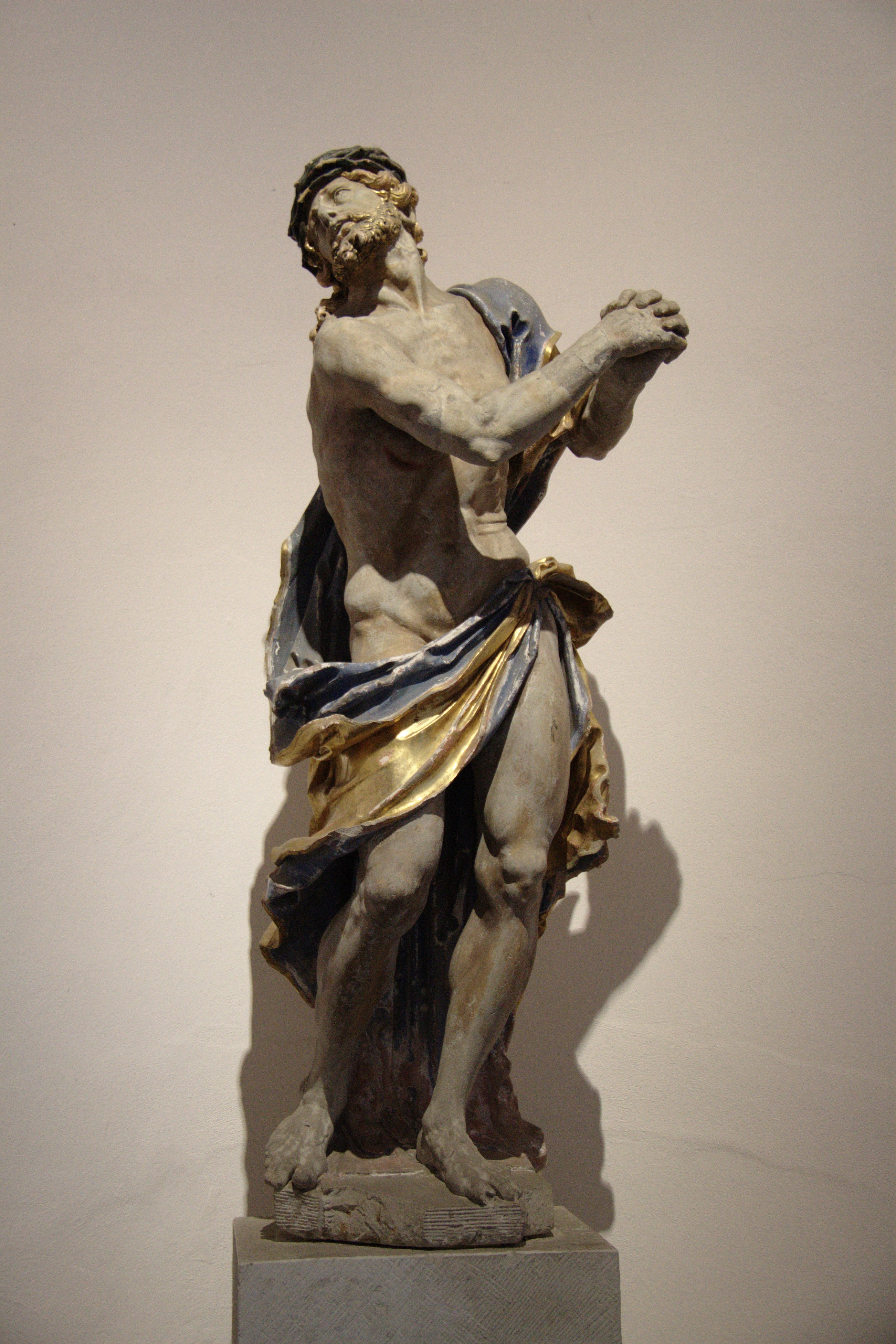
Ecce homo vom Epitaph des David Pfeifer

- Tobias Beutel (um 1627–1690), Mathematiker und Astronom, Kunstkämmerer und kurfürstlicher Sekretär
- Christian Brehme (1613–1667), Dichter und Bürgermeister
- Abraham Conrad Buchau (1623–1703), Bildhauer
- Conrad Buchau (um 1600–1657), Bildhauer
- Paul Buchner (1531–1607), Baumeister
- Wilhelm Dilich (1571–1650), Topograph und Geschichtsschreiber
- Hieronymus Emser (1478–1527), katholischer Theologe und Gegenspieler Martin Luthers
- Heinrich Göding (1531–1606), Hofmaler, Kupferstecher und Miniaturist
- Hans Hase (1525–1591), Bürgermeister von Dresden
- Melchior Hauffe († 1572), Feldhauptmann, Baumeister
- Zacharias Hegewald (1596–1639), Bildhauer
- Peter Heige (1559–1599), Rechtswissenschaftler
- Elias Jentzsch (1599–1652), Ratsherr, Stadtrichter und Bürgermeister
- Franz Jünger (1613–1680), Bürgermeister
- Jakob Krause (1531/32–1585), kursächsischer Hofbuchbinder
- Nikolaus Krell (um 1550–1601), Kanzler
- Adam Krieger (1634–1666), Komponist
- Bastian Kröß (1524–1602), kurfürstlicher Kammerdiener, Dresdner Ratsherr und Bürgermeister
- Jonas Möstel (1540–1607), Dresdner Stadtschreiber und Bürgermeister
- David Peifer (1530–1602), Jurist, Hofrat, Kanzler
- Antonio Scandello (1517–1580), italienischer Komponist
- Valentin Schäfer (1592–1666), Ratsherr und Bürgermeister
- Hieronymus Schaffhirt (1530–1578), Papiermacher, Stadtrichter
- Christian Schiebling (1603–1663), Maler
- Heinrich von Schönberg († 1575), kurfürstlicher Oberhofmarschall
- Aegidius Strauch I. (1583–1657), Theologe
- Benedetto Tola (vor 1525–1572), Maler
- Gabriele Tola (vor 1525–um 1583), Musiker und Maler
- Melchior Trost (um 1500–1559), Steinmetz und Baumeister
- Andreas Walther II (um 1530–um 1583), Bildhauer und Büchsenmacher
- Andreas Walther III (um 1560–1596), Bildhauer
- Christoph Walther I (1493–1546), Bildhauer
- Christoph Walther II (1534–1584), Bildhauer
- Christoph Walther III (1550–1592), Maler, Bildschnitzer und Hoforganist
- Christoph Walther IV (1572–1626), Bildhauer
- Christoph Abraham Walther (1625–1680), Bildhauer
- Hans Walther (1526–1586), Bildhauer und Bürgermeister von Dresden
- Michael Walther (um 1574–1624), Bildhauer
- Sebastian Walther (1576–1645), Bildhauer
- Centurio Wiebel (1616–1684), Maler
- Caspar Vogt von Wierandt (um 1500–1560), Festungsbaumeister

In der Frauenkirche fanden unter anderem Heinrich Schütz, Christian Schiebling und Johannes Cellarius ihre letzte Ruhe.